# Loudoun Heights
Loudoun Heights ist ein gemeindefreies Gebiet in Loudoun County, Virginia in der Nähe von Harpers Ferry (West Virginia). Es befindet sich in der Between-the-Hills-Region des County entlang der Harpers Ferry Road (VA 671) und grenzt im Nordwesten und Nordosten an den Harpers Ferry National Historical Park am Potomac River. Die Blue Ridge Mountains und der Short Hill Mountain begrenzen Loudoun Heights im Westen und Osten.
Koordinaten: 39° 19′ N, 77° 43′ W